# Tighvein
Tighvein är en kulle i Storbritannien.   Den ligger i kommunen North Ayrshire och riksdelen Skottland, i den nordvästra delen av landet, 500 km nordväst om huvudstaden London. Toppen på Tighvein är 429 meter över havet, eller 58 meter över den omgivande terrängen. Bredden vid basen är 2,5 km. Tighvein ligger på ön Isle of Arran.
Terrängen runt Tighvein är huvudsakligen lite kuperad.I omgivningarna runt Tighvein växer i huvudsak blandskog.